# اولاپارا
اولاپارا (به لاتین: Ullahpara) یک منطقهٔ مسکونی در بنگلادش است که در ناحیه سراج‌گنج واقع شده‌است. اولاپارا ۴۱۴٫۴۳ کیلومتر مربع مساحت و ۵۴۰٬۱۵۶ نفر جمعیت دارد.